# ジェリー博士の超能力
『ジェリー博士の超能力』(Is There a Doctor in the Mouse?)はトムとジェリーの作品の一つ。監督はチャック・ジョーンズ。

## スタッフ
- 製作・監督 - チャック・ジョーンズ
- 作画 - ケン・ハリス　トム・レイ　ディック・トンプソン　ベン・ワーシャム　ドン・トウスリー
- 脚本 - チャック・ジョーンズ　マイケル・マルティーズ
- 背景 - フィリップ・デガード
- 音楽 - ユージン・ポッダニー

## 内容
ジェリーは巣の中で化学薬品を調合していた。その末に完成した薬を一気に飲み干すと、ジェリーはたちまち高速で走ることができるようになるのであった。
目にも留まらぬ敏捷性を手に入れたジェリーは、トムがありつこうとしていたオイルサーディンの横取りから始まり、家中の食料を次々と食い荒らしてしまう。
初めは「幽霊？いや、ジェットパックを引っ提げた虫だろう」と考えていたトムもいよいよ訝しがり、ケーキを囮にビデオ判定を行う。スロー再生した結果、ついにジェリーが犯人であると知る（この時にソフト版の吹き替えでは、「なんだあいつだったのか。よし覚えてろ!｣と言っている）。悔しがるトムはジェリーを捕まえようとするが、やはり失敗に終わる。
そうこうしているうちにジェリーの薬の効果が切れ、動きが鈍くなり始める。捕まえる絶好のチャンスを得たトムは、モタモタと穴へ逃げ込むジェリーを追い巣穴へ手を突っ込む。一方ジェリーは大急ぎで再び調合を始め、それをまた飲み干すとジェリーの体が大きくなり始めた。
尻尾の手応えを感じたトムはジェリーを引っ張り出す。穴の中からは壁を突き破るほどの巨大ジェリーが。その際狂ったように笑い出すトムだが、次第に勝機を完全に失ったことを悟ると泣き出すのだった。
備考
本作オープニングはジェリーが薬品を調合している場面で作品タイトルと製作スタッフが表示される。
今作から、チャック・ジョーンズ期での通常のエンドクレジット「the end」が使われるようになった。

## 登場キャラクター
トム
高速で飛び回るジェリーの存在に気付かなかったが、ビデオ撮影によって正体を見抜く。ジェリーの飲んだ薬の効き目が切れたところで捕まえようとするが、巨大化したジェリーを前に泣く泣く降参した。
ジェリー
化学薬品を調合して「超高速で走れる薬」を開発し、目にもとまらぬ速さで食料を瞬く間に食い尽くしていく。その後のトムの仕返しも薬を飲んだことによる超高速移動能力を活かして簡単に掻い潜るが、やがて薬が切れトムに捕まりそうになると薬品を調合し直し、最後は自身を巨大化させた。